# Borut Božič
Borut Božič (Lubiana, 8 agosto 1980) è un dirigente sportivo ed ex ciclista su strada sloveno. Velocista, professionista dal 2004 al 2018, ha ottenuto il successo più prestigioso in carriera nel 2009, aggiudicandosi una tappa alla Vuelta a España. Nel 2019 viene prima sospeso e poi squalificato per due anni a causa di violazioni anti-doping risalenti al 2012.

## Palmarès
- 2002 (Dilettanti Under-23)

5ª tappa, 2ª semitappa Grand Prix Tell
- 2004

2ª tappa Jadranska Magistrala
2ª tappa Giro di Slovenia
3ª tappa Giro di Slovenia
6ª tappa Tour de Serbie
- 2005

2ª tappa Jadranska Magistrala
Classifica generale Jadranska Magistrala
3ª tappa Tour de l'Avenir
- 2006

1ª tappa Olympia's Tour
2ª tappa Olympia's Tour
7ª tappa Olympia's Tour
1ª tappa Giro di Slovenia
4ª tappa Giro di Slovenia
4ª tappa Vuelta a Cuba
11ª tappa Vuelta a Cuba
13ª tappa Vuelta a Cuba
Prologo Istrian Spring Trophy (cronometro)
Classifica generale Istrian Spring Trophy
1ª tappa Circuit des Ardennes
- 2007

Grand Prix Kranj
Classifica generale Tour de Wallonie
3ª tappa Giro d'Irlanda
- 2008

Campionati sloveni, Prova in linea
4ª tappa Vuelta a Andalucía
5ª tappa Étoile de Bessèges (Gagnières > Bessèges)
Classifica a punti Étoile de Bessèges
2ª tappa Delta Tour Zeeland
- 2009

2ª tappa Giro del Belgio
3ª tappa Giro del Belgio
1ª tappa Tour de Pologne
1ª tappa Tour du Limousin
6ª tappa Vuelta a España
- 2010

1ª tappa Étoile de Bessèges (Aigues-Mortes > Le Grau-du-Roi)
2ª tappa Étoile de Bessèges (Nîmes > Saint-Ambroix)
7ª tappa Tour of Britain (Bury St Edmunds > Colchester)
- 2011

5ª tappa Tour de Suisse (Huttwil > Tobel-Tägerschen)
- 2012

Campionati sloveni, Prova in linea

### Altri successi
- 2006

Classifica a punti Olympia's Tour
Classifica a punti Giro di Slovenia
- 2010

Classifica a punti Étoile de Bessèges
- 2018 (Bahrain-Merida)

1ª tappa Hammer Sportzone Limburg (Vaals > Drielandenpunt, prova in linea a squadre)

## Piazzamenti

### Grandi Giri
- Giro d'Italia

2011: ritirato (11ª tappa)
2014: 124º
- Tour de France

2011: 136º
2012: 129º
2016: ritirato (17ª tappa)
2017: 160º
- Vuelta a España

2009: 102º

### Classiche monumento
- Milano-Sanremo

2007: 89º
2011: 120º
2012: 82º
2013: 21º
2014: 74º
2015: 58º
2017: 144º
- Giro delle Fiandre

2011: 99º
2012: ritirato
2013: 38º
2014: 49º
2015: 36º
2017: ritirato
2018: ritirato
- Parigi-Roubaix

2008: ritirato
2011: ritirato
2012: 48º
2013: ritirato
2014: 40º
2015: 14º
2016: 37º
2017: fuori tempo massimo
2018: ritirato
- Liegi-Bastogne-Liegi

2009: ritirato

### Competizioni mondiali
- Campionati del mondo

Valkenburg 1998 - In linea Junior: ritirato
Zolder 2002 - In linea Under-23: 28º
Salisburgo 2006 - In linea Elite: 77º
Stoccarda 2007 - In linea Elite: ritirato
Varese 2008 - In linea Elite: 64º
Mendrisio 2009 - In linea Elite: ritirato
Melbourne 2010 - In linea Elite: ritirato
Copenaghen 2011 - In linea Elite: 7º
Limburgo 2012 - In linea Elite: 82º
Toscana 2013 - In linea Elite: ritirato
Richmond 2015 - In linea Elite: ritirato
- Giochi olimpici

Pechino 2008 - In linea: ritirato
Londra 2012 - In linea: 46º

### Competizioni continentali
- Campionati europei

Glasgow 2018 - In linea Elite: ritirato